# Emil Bulls
Emil Bulls — німецький рок-гурт, заснований у 1995 році в Мюнхені, Баварія. Гурт складається з двох гітаристів, бас-гітариста, барабанщика та вокаліста/гітариста.

## Історія
У 1995 році Крістоф «Крайст» фон Фрейдорф (вокал) і Стефан «Фіні» Фінауер (ударні), учні монастирської школи, заснували гурт разом із другом Крістофа по церковному хору Джеймі «Цітно» Річардсоном (бас-гітара). До них приєдналися Стефан Карл «Мойк» і Франц Вікенхаузер (обидва — гітаристи). Гурт був заснований у Хоеншафтларні поблизу Мюнхена. Назва Emil Bulls походить від дитячого фільму.
У 1996 році вони самі записали свій перший компакт-диск Red Dick's Potatoe Garden. У 1997 році вони відвідали фестиваль Emergenza, виграли регіональний фінал у Мюнхені і посіли третє місце в європейському конкурсі. Для цього конкурсу вони найняли DJ Paul Rzyttka (відомий як DJ Zamzoe), який згодом став постійним учасником гурту.
Після тривалого туру їх альбом Monogamy випустив інді-лейбл Oh My Sweet Records. Запис можна було придбати лише через Інтернет або під час живих виступів. Monogamy був помічений Island Records, яка запропонувала гурту угоду про запис. Було записано декілька пісень з Monogamy та кілька нових пісень. Результатом став Angel Delivery Service, випущений у 2001 році. Через кілька місяців альбом уже був розпроданий. Було випущено нове видання, яке включає кавер-версію пісні A-Ha «Take on Me». Пісні «Smells Like Rock 'n' Roll», «Leaving You with This» і «Take on Me» були випущені як сингли.
У травні 2002 року Porcelain був випущений на Motor Music. «The Cooling of Being Wretched» і «This Day» були випущені як сингли. З червня 2001 року по серпень 2002 року гурт відіграв 129 концертів, включаючи Rock am Ring. У серпні 2003 року барабанщик Штефан Фінауер залишив гурт, щоб вступити до університету. Його замінив Fabian Fab Füß. У 2003 році гурт відіграв кілька концертів у Канаді та Сполучених Штатах.
20 червня 2005 року альбом The Southern Comfort був випущений на Pirate Records. Це був останній запис з DJ Zamzoe.
У лютому 2007 року вийшов концертний та акустичний альбом The Life Acoustic. Альбом, який був записаний у Пуллах у 2006 році, супроводжувався акустичним туром.
Наступний альбом The Black Path був випущений 4 квітня 2008 року на Drakkar Records. Це найважчий запис гурту на сьогодні, він був записаний у Ганновері Бенні Річером (Caliban, Krypteria). Сингл «The Most Evil Spell» пропонували безкоштовно завантажити.

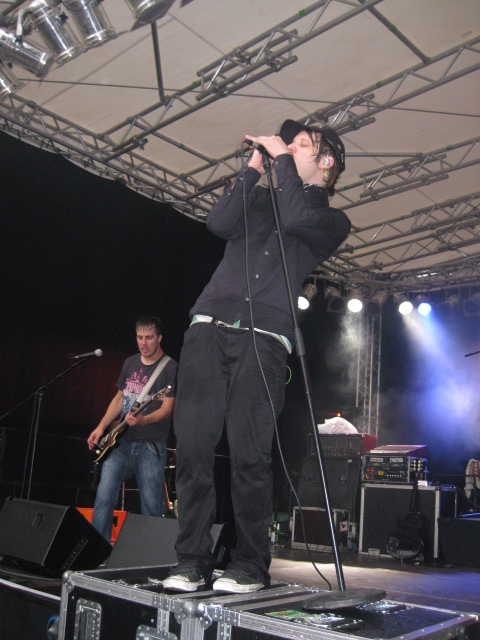
Emil Bulls, Гісен, Німеччина, 2009 рік

У 2009 році Кріссі Шнайдер покинув групу, його замінив Енді Бок, який був гітаристом From Constant Visions. 25 вересня 2009 року було випущено альбом Phoenix. Пісню «Here Comes The Fire» було запропоновано для безкоштовного завантаження на веб-сайті гурту. У вересні 2009 року вийшов кліп на пісню «When God Was Sleeping».
Наступна студійна пропозиція гурту, Oceanic, мала вийти 30 вересня 2011 року.
У 2014 році гурт записав новий альбом Sacrifice to Venus і випустив його 8 серпня того ж року.
На початку 2016 року гурт випустив подвійну збірку best-of XX. CD1 містив акустичні версії найкращих пісень Emil Bulls, а CD2 — оригінальні версії.
Останній студійний альбом Emil Bulls під назвою Kill Your Demons вийшов 29 вересня 2017 року.

## Дискографія

### Студійні альбоми

#### Незалежні випуски
- 1995: Made In India
- 1997: Red Dick's Potatoe Garden
- 1998: Fell Sick EP
- 2000: Monogamy

#### Релізи мейджор-лейблу
- 2001: Angel Delivery Service
- 2003: Porcelain
- 2005: The Southern Comfort
- 2008: The Black Path
- 2009: Phoenix
- 2011: Oceanic
- 2014: Sacrifice to Venus (№ 6 Німеччина)[4]
- 2014: Those Were the Days: Best Of
- 2016: XX
- 2017: Kill Your Demons
- 2019: Mixtape

### Живі альбоми
- 2007: The Life Acoustic

### DVD-диски
- 2003: Mud, Blood and Beer
- 2010: The Feast

### Сингли
- 2001: «Smells Like Rock 'n' Roll»
- 2001: «Leaving You with This»
- 2001: «Take On Me»
- 2003: «The Cooling of Being Wretched»
- 2003: «This Day»
- 2006: «Newborn»
- 2006: «Revenge»
- 2008: «The Most Evil Spell»
- 2009: «When God Was Sleeping»
- 2011: «Between the Devil and the Deep Blue Sea»
- 2011: «The Jaws of Oblivion»
- 2012: «The Knight in Shining Armour»
- 2012: «Not Tonight Josephine»
- 2014: «Hearteater»
- 2014: «Pants Down»
- 2017: «The Ninth Wave»
- 2017: «Kill Your Demons»

### Музичні кліпи
- 2001: «Leaving You with This»
- 2001: «Take On Me»
- 2001: «Smells Like Rock 'n' Roll»
- 2003: «This Day»
- 2003: «Serenity now»
- 2005: «Newborn»
- 2005: «Mongoose»
- 2005: «Friday Night»
- 2008: «The Most Evil Spell»
- 2008: «Worlds Apart»
- 2009: «When God Was Sleeping»
- 2009: «Nothing in This World»
- 2010: «The Architects of My Apocalypse»
- 2011: «The Jaws of Oblivion»
- 2011: «Between the Devil and the Deep Blue Sea»
- 2012: «The Knight in Shining Armour»
- 2012: «Not Tonight Josephine»
- 2014: «Pants Down»